# パラノーマル・アクティビティ2
『パラノーマル・アクティビティ2』（原題: Paranormal Activity 2）は、2010年のアメリカ映画。2009年に北米で公開された『パラノーマル・アクティビティ』の続編。続編であるが内容的には『パラノーマル・アクティビティ』の前日談である。

## ストーリー
ある日クリスティとダニエルが帰宅すると家が荒らされていた。しかし、無くなったものはクリスティの姉ケイティからもらったペンダントだけだった。防犯のためにダニエルは家中に防犯カメラを設置するが、その日を境にしてクリスティの周りで次々に不可思議な現象が起こるようになる。悪魔の仕業だとおびえるクリスティだがダニエルは聞く耳を持たなかった。だがそのうち、クリスティは悪魔にとりつかれたようにひょう変してしまう。悪魔の存在を信じたダニエルは儀式により、とりついた悪魔をクリスティの肉親であるケイティーに移動させたのだが…

## キャスト
| 役名       | 俳優                       | 日本語吹替 |
| ---------- | -------------------------- | ---------- |
| ケイティ   | ケイティー・フェザーストン | 若原美紀   |
| クリスティ | スプレイグ・グレイデン     | 高橋理恵子 |
| ダニエル   | ブライアン・ボーランド     | 志村知幸   |
| アリ       | モリー・イフラム           | 名塚佳織   |
| ミカ       | ミカ・スロート             | 中嶋将平   |
| ブラッド   | セス・ギンズバーグ         | 浅利遼太   |
| マーティン | ヴィヴィス・コロンベッティ | ちふゆ     |

## 製作
パラマウントとドリームワークスによってマイケル・R・ペリーが脚本家として雇われ、前作で脚本、監督を務めたオーレン・ペリは製作のみに留まった。監督には当初、『ソウ6』（2009年）のケヴィン・グルタートが雇われる予定であった。しかしながら、『ソウ』シリーズのスタジオ側がグルタートに『ソウ ザ・ファイナル 3D』を撮らせるためにその話は無くなり、代わりにトッド・ウィリアムズが監督に就任した。
2010年5月に製作が開始された。

## 公開
2010年6月30日公開の『エクリプス/トワイライト・サーガ』に予告編が初めて付けられた。
世界最速公開は2010年10月20日のフランスであり、製作国のアメリカ合衆国は2日後の22日である。
日本では2011年2月11日に公開された。配給は、前作のプレシディオに代わってパラマウントが務める。